# ズートフェルト
ズートフェルト （ドイツ語: Suthfeld）は、ドイツ連邦共和国ニーダーザクセン州シャウムブルク郡ザムトゲマインデ・ネンドルフに属す町村（以下、本項では便宜上「町」と記述する）である。この町はヘルジングハウゼン、クロイツリーエ、リーエの3つの村落からなる。町の行政中心はヘルジングハウゼンにある。

## 地理

### 自治体の構成
ズートフェルトはヘルジングハウゼン、クロイツリーエ、リーエの3つの村落からなる。地理上の中心はクロイツリーエである。名前のズートフェルトは3つの村落の間にあった古い耕牧地の名前である。本来のズートフェルトはヘルジングハウゼンの南東にあった。

### 位置
ズートフェルト町内をハスター・バッハ川、ラート川、ビュンテグラーベン川が流れている。ヘルジングハウゼンとクロイツリーエは連邦道B442号線沿い、ハステとバート・ネンドルフとの間に位置している。リーエはここから東の郡道52号線沿いに位置する。リーエの南東を連邦アウトバーンA2号線が走っている。

## 歴史
現在の自治体ズートフェルトは、1974年3月1日のニーダーザクセン州の行政改革・地域再編時に、当時は独立した自治体であったリーエ、クロイツリーエ、ヘルジングハウゼンが合併して成立した。3つの村の歴史は農業とダイスター山の石炭採掘からなる。

## 行政

### 議会
ズートフェルトの町議会は11議席からなる。

### 首長
町長は、カトリン・ヘスル (SPD) である。

## 引用
1. ↑  Landesamt für Statistik Niedersachsen, LSN-Online Regionaldatenbank, Tabelle A100001G: Fortschreibung des Bevölkerungsstandes, Stand 31. Dezember 2023